# Ryszard Zając (rzeźbiarz)

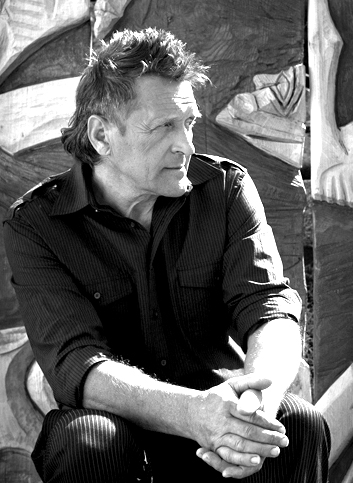
Ryszard Zając w kwietniu 2009, Jelenia Góra

Ryszard Zając (ur. 6 stycznia 1951 w Jeleniej Górze) – polski rzeźbiarz i muzyk
W latach 1965–1968 uczęszczał do Szkoły Rzemiosł Artystycznych w Jeleniej Górze. Został z niej relegowany za udział w protestach przeciw inwazji wojsk państw Układu Warszawskiego latem 1968 w Czechosłowacji. W latach 1970–1973 uczył się Państwowej Szkole Muzycznej w Jeleniej Górze.
W 1972 r. rozpoczął twórczość rzeźbiarską. W latach 1980–1984 prowadził prace renowacyjne Świątyni Wang w Karpaczu. Wykonywał prace rzeźbiarskie m.in. na potrzeby świątyń katolickich i protestanckich w Polsce i Niemczech. Komponował muzykę kościelną z wykorzystaniem tekstów biblijnych. Od 1991 jest członkiem Związku Polskich Artystów Plastyków.

## Dzieła
- Ołtarz (Świątynia Wang)
- Figura Lazarus[3] (Świątynia Wang)
- Józef z Maryją i Dzieciątkiem Jezus (Kościół Lutra w Kilonii)
- Krzyż kościoła Winterkirche Rothenburg
- Stacje Drogi Krzyżowej (Görlitz)
- rzeźby: Ökomene,Gottes Hand (Boża Dłoń) (Görlitz)
- Wniebowstąpienie (kościół w Reichenbach)
- Gevelsberger Geschichte (Historia gevelberska) (kościół w Gevelsbergu)
- Ołtarz, ambona i chrzcielnica, płaskorzeźba Jezus z Marią Magdaleną (Bochum)
- Ołtarz Zmartwychwstanie (kościół ewangelicki w Brunszwiku)
- Płaskorzeźba na ołtarzu Matka Boska Bolesna (kościół ewangelicko-luterański na Węgrzech)
- Pilgerweg (Droga pielgrzyma) (Manderveen, Holandia)
- Figurki szopki bożonarodzeniowej (Sztokholm, Jönköping w Szwecji)
- Płaskorzeźba ołtarza Syn Marnotrawny (Kløfta w Norwegii)
- Trolle (Vang w Norwegii)
- Lebensbaum (Drzewo życia), (Oslo)
- Wierzenia Wikingów (Urnes Solvorn w Norwegii)
- Ołtarz, ambona, krzyż i chrzcielnica, figura św. Dionizego (kościół ewangelicki w Paderborn)
- Ołtarz, ambona i chrzcielnica (kościół ewangelicki w Tomaszowie Mazowieckim)
- Stacje Drogi Krzyżowej i płaskorzeźba Mojżesz i 10 przykazań (kościół ewangelicki w Kolonii)
- Ołtarz, chrzcielnica, krzyż i 2 płaskorzeźby „Chleb” i „Wino” (kościół w Senftenbergu)
- Jan Chrzciciel, Boża Dłoń (gimnazjum w Hoyerswerdzie)